# Vegas (televisieserie, 1978)
Vega$ is een Amerikaanse misdaadserie met Robert Urich in de hoofdrol. De serie werd uitgezonden op ABC van 20 september 1978 tot en met 3 juni 1981, met de pilootaflevering op 25 april 1978. Vega$ werd geproduceerd door Aaron Spelling en bedacht door Michael Mann. De serie werd, op enkele afleveringen na, volledig opgenomen op locatie in Las Vegas.

## Verhaal
Dan Tanna (Robert Urich) is een privédetective in Las Vegas. Een van zijn vaste klanten is Phillip 'Slick' Roth (Tony Curtis), de eigenaar van diverse hotel-casino's. Zijn detectivewerk omvatte onder meer het opsporen van vermiste personen, het helpen oplossen van diverse misdaden in hotels en casino's in Las Vegas, het oplossen van oplichtingspraktijken met casinofiches en geld, en het veiliger maken van Las Vegas voor zowel inwoners als toeristen. Tanna neemt geen echtscheidingszaken aan en werkt ook niet als lijfwacht. Omdat hij in Las Vegas woont, wordt Tanna af en toe ingehuurd om te werken voor beroemdheden die hulp nodig hebben bij het oplossen van persoonlijke problemen of bedreigingen.

## Rolverdeling
| Acteur         | Personage            | Opmerkingen    |
| -------------- | -------------------- | -------------- |
| Robert Urich   | Dan Tanna            |                |
| Bart Braverman | Bobby 'Binzer' Borso |                |
| Phyllis Davis  | Beatrice Travis      |                |
| Greg Morris    | Lt. David Nelson     |                |
| Naomi Stevens  | Sgt. Bella Archer    | seizoen 1      |
| Tony Curtis    | Phillip 'Slick' Roth |                |
| Judy Landers   | Angie Turner         | seizoen 1      |
| Will Sampson   | Harlon Twoleaf       | seizoen 1 en 2 |